# Тихменев, Николай Михайлович
Николай Михайлович Тихменев (1872, Рыбинск, Ярославская губерния — 22 июня 1954, Париж) — русский военачальник и востоковед, генерал-лейтенант Генштаба. Участник Белого движения.

## Биография
- Из дворян. Уроженец Рыбинска. Получил образование в Рыбинской классической гимназии. Сын Михаила Павловича Тихменева.

### Императорская армия
- 1891 — Окончил военно-училищные курсы Московского пехотного юнкерского училища. Выпущен подпоручиком в 8-ю артиллерийскую бригаду.
- 1897 — Окончил Николаевскую академию Генерального штаба. Служил по Генеральному штабу в Московском военном округе.
- 1898 — Старший адъютант управления (штаба) 2-й отдельной кавалерийской бригады.
- 1899 — февраль 1900 — Старший адъютант штаба 3-й Гренадерской дивизии.
- 1900—1901 — Участвовал добровольцем в Китайском походе, где произвёл географическое и статистическое исследование обширного района в Маньчжурии.
- 1904 — Участвовал добровольцем в Русско-японской войне. Штаб-офицер для особых поручений при штабе XIX армейского корпуса. Награждён за храбрость.
- 24 мая 1904 — 14 июня 1905 — Правитель дел полевого управления этапами Маньчжурской армии.
- 14 июня 1905 — февраль 1907 — Начальник канцелярии начальника военных сообщений 1-й Маньчжурской армии.
- 1907 — Полковник, начальник отделения в отделе военных сообщений Главного управления Генерального штаба.
- 1913 — Командир Замосцкого 60-го пехотного полка.
- Август 1914 — Бои в Галиции в составе 15-й пехотной дивизии 8-й армии.
- Осень 1914 — За оборону Львова награждён Георгиевским оружием.
- Январь 1915 — Награждён орденом Св. Георгия IV степени за бои в Галиции.
- 12 февраля 1915 — Командир бригады 58-й пехотной дивизии.
- 4 мая 1915 — Помощник начальника военных сообщений армий Юго-Западного фронта.
- 5 октября 1915 — Помощник главного начальника военных сообщений в Ставке верховного главнокомандующего.
- Февраль 1917 — Начальник военных сообщений всего театра военных действий.
- 10 сентября 1917 — После выступления генерала Л. Г. Корнилова арестован и заключен в Быховскую тюрьму, после чего был освобождён досрочно за отсутствием состава преступления и зачислен в резерв чинов при штабе Одесского ВО.

### Добровольческая армия
- С 1918 года ближайший сотрудник генерала А. И. Деникина, начальник военных сообщений в штабе армии и организатор восстановления железнодорожных и других путей.

### Эмиграция
- Жил в Париже.
- Председатель Союза ревнителей памяти императора Николая II.

Умер в Париже 22 июня 1954 года. Похоронен на кладбище Сент-Женевьев-де-Буа.

## Отличия
Имел все русские ордена, а также Командорский крест ордена почёта от французского правительства.

## Сочинения
- Тихменев Н. М. Духовный облик Императора Николая Второго (Париж: 2 Отдел в САСШ ревнителей памяти Императора Николая II, 1952).
- Тихменев Н. М. Воспоминания о последних днях пребывания Николая II в Ставке. (Ницца, 1925).